# Rôles d'Oléron
Rooles d'Olerón (en francès Rôles d'Oléron) o Judicis d'Olerón (Jugements d'Oléron) és la denominació historiogràfica d'uns textos legislatius promulgats per Elionor d'Aquitània en 1160 (després de tornar de la segona Croada a la qual havia acompanyat al seu primer marit, Lluís VII de França), que s'identifiquen com unes de les primeres lleis marítimes d'Europa occidental.
La seva font sembla l'antiga Lex Rhodia, que regulava el comerç pel Mediterrani des d'abans de Crist. Leonor hauria pres contacte amb ella a la cort de Balduí III de Jerusalem, qui l'havia adoptat per al seu regne.
El nom de Olerón se li va donar per ser aquest el lloc on es van promulgar, en estar aquesta illa associada amb la guilda de mercaders marítims més important del comerç Atlàntic.
El text es va enriquir amb el temps, passant a tenir 24 articles a finals del segle xii i 38 al començament del xiii.
Els Rôles es van promulgar també en el regne d'Anglaterra a la fi del segle xii, quan Leonor ostentava poders virregnals mentre el seu fill Ricard I d'Anglaterra estava absent per haver anat a lluitar a la tercera Croada.
Es van publicar posteriorment tant en anglès com en francès. Enrique VIII d'Anglaterra les va publicar com The judgment of the sea of Masters, of Mariners, and Merchants, and all their doings. Van tenir una profunda influència en el Black Book of the Admiralty ("Llibre negre de l'almirallat").
Els Rôles també van tenir autoritat i infuència en el dret medieval castellà.